# 銀河辺境シリーズ
『銀河辺境シリーズ』（ぎんがへんきょうシリーズ、Rim World）は、オーストラリアの作家A・バートラム・チャンドラー による一連のSF小説である。本編である『銀河辺境シリーズ』と『銀河辺境シリーズ外伝』で構成される。日本語版は、早川書房（ハヤカワ文庫SF）より野田昌宏訳、加藤直之イラストにて発行されている。短編「ぬれた洞窟壁画の謎」が第7回星雲賞海外短編部門賞を受賞した。
主人公である監察宇宙軍青年士官ジョン・グライムズの成長と活躍を描く。
セシル・スコット・フォレスターの『ホーンブロワーシリーズ』のような、海軍冒険小説のSF版といった趣きである。

## 日本語訳された作品
- 「宇宙の海賊島」On a Lost World 1961 （訳：中上守、久保書店QTブックス）
- 「外宇宙の女王」Empress of Outer Space 1965 （訳：野田昌宏、トクマ・ノベルズ）

以下は、訳：野田昌宏、ハヤカワ文庫SF
- 「銀河辺境への道」 The Road to the Rim 1967
発行:1975年3月31日（ハヤカワ文庫SF160）
- 「エルドラドの生贄」The Sea BeastsTo Prime the Pump 1971
発行:1975年6月30日（ハヤカワ文庫SF165）
- 「連絡宇宙艦発進せよ!」 The Hard Way Up 1972
  - 「グライムズの実験」 With Good Intentions
  - 「V・I・Pは名コック」The Subtracter
  - 「ブリキの神様」 The Tin Messiah
  - 「眠れる美女の眼がさめて…」The Sleeping Beauty
  - 「頓馬な浮標」The Wandering Buoy
  - 「目をさました宇宙船」The Mountain Movers
  - 「ロボットの仕返しは…」 What You Know

発行:1975年10月31日（ハヤカワ文庫SF174）
- 「異次元のエデン」 The Broken Cycle 1975
発行:1976年7月15日（ハヤカワ文庫SF200）
- 「惑星スパルタの反乱」 False Fatherland 1968
発行:1976年2月29日（ハヤカワ文庫SF186）
- 「奴隷狩りの惑星」The Inheritors  1972
発行:1976年4月30日（ハヤカワ文庫SF190）
- 「傷ついた栄光」 The Big Black Mark 1975
発行:1976年9月30日（ハヤカワ文庫SF206）
- 「遙かなる旅人」 Far Traveller 1977
発行:1977年7月15日（ハヤカワ文庫SF251）
- 「黄金の星間連絡艇」 Star Courier 1977
発行:1977年11月15日（ハヤカワ文庫SF268）
- 「星間運輸船強奪さる」To Keep the Ship 1978
発行:1979年3月31日（ハヤカワ文庫SF337）
- 「背徳の惑星」Matilda's Stepchildren 1979
発行:1980年10月31日（ハヤカワ文庫SF411）
- 「銀河私掠船団」 Star Loot 1980
発行:1982年2月28日（ハヤカワ文庫SF465）
- 「惑星総督グライムズ」 To Rule the Refugees 1983
発行:1983年8月15日（ハヤカワ文庫SF523）
- 「惑星スパルタふたたび」 Find the Lady 1984
発行:1984年7月31日（ハヤカワ文庫SF567）
- 「遙かなり銀河辺境」Frontier of the DarkThe Wild Ones 1985
発行:1985年11月15日（ハヤカワ文庫SF640）

### 銀河辺境シリーズ外伝
訳：関口幸男、ハヤカワ文庫SF
- 「光子帆船フライング・クラウド」Catch the Star Winds 1969
- 「銀河傭兵部隊」Space Mercenaries 1965
- 「暗黒星雲突破!」 Nebula Alert 1967
- 「時空漂流船現わる!」Contraband from Otherspace 1967
- 「辺境星域の神々」The Rim Gods 1968
- 「名誉の殿堂」 Alternate Orbits 1971
  - 「名誉の殿堂」 Hall of Fame
  - 「姉妹船団」The Sister Ships
  - 「空飛ぶ船乗り」The Man Who Sailed the Sky
  - 「悪夢」 The Rub
- 「次元交錯星域」 The Dark Dimensions 1971
- 「銀河辺境の彼方」 The Gateway to Never 1972

### 銀河辺境シリーズ短篇
- 「ぬれた洞窟壁画の謎」Wet Paint：S-Fマガジン197号（訳：野田昌宏）
- 「グライムズとジェイルバード」Grimes and the Jailbirds：S-Fマガジン317号（訳：野田昌宏）
- 「グライムズの休暇」Grimes at Glenrowan：SF宝石2号（訳：鎌田三平）
- 「グライムズのグレート・レース」Grimes and the Great Race：SF宝石10号（訳：鎌田三平）